# 압하지야의 인구
현재 압하지야의 인구는 정화히 얼마인지에 관하여 논란의 여지가 있다. 2011년 인구 조사에 따르면 정확히 240,705명인 것으로 나타났다, 그러나 이 수치에 관해서는 조지아 당국으로부터 이의가 제기된바 있다. 조지아 통계청은 압하지야의 인구를 2003년 179,000명, 그리고 2005년 178,000명(조지아에서 발표된 마지막 추산치)으로 추산하였다.
브리태니커 백과사전은 2007년 180,000명으로 추산하였으며, 국제위기감시기구는 압하지야의 인구가 2006년 157,000-190,000명 사이일 추산했다. 1998년 유엔 개발 계획에서는 180,000-220,000명으로 추산되었다.
압하지야의 인구 규모는 1992-1993년 전쟁으로 인해 절반 이상으로 감소했다. 1989년 인구 조사 당시에는 525,061명이었다.

## 인구 통계

### 2002-현재 출생 및 사망 통계
| [ 6 ] | 인구    | 출생아 수 | 사망자 수 | 자연 증감 | 조출생률 | 조사망률 | 자연 증감률 |
| ----- | ------- | --------- | --------- | --------- | -------- | -------- | ----------- |
| 2002  |         | 1,557     | 1,059     | 498       | 7.3      | 5.0      | 2.3         |
| 2003  | 214,016 | 1,816     | 1,142     | 674       | 8.5      | 5.3      | 3.2         |
| 2004  | 217,281 | 1,919     | 1,233     | 686       | 8.9      | 5.8      | 3.1         |
| 2005  | 223,847 | 1,669     | 1,533     | 136       | 7.7      | 7.1      | 0.6         |
| 2006  | 223,847 | 1,715     | 1,493     | 222       | 7.9      | 6.9      | 1.0         |
| 2007  | 227,204 | 1,772     | 1,761     | 11        | 8.2      | 8.2      | 0.0         |
| 2008  | 230,611 | 1,990     | 1,553     | 437       | 9.2      | 7.2      | 2.0         |
| 2009  | 234,069 | 2,207     | 1,699     | 508       | 10.2     | 7.8      | 2.4         |
| 2010  | 237,579 | 2,156     | 1,699     | 457       | 8.9      | 7.0      | 1.9         |
| 2011  | 240,705 | 2,143     | 1,645     | 498       | 8.9      | 6.8      | 2.1         |
| 2012  | 241,414 | 2,258     | 1,723     | 535       | 9.3      | 7.1      | 2.2         |
| 2013  | 242,028 | 2,017     | 1,561     | 456       | 8.3      | 6.4      | 1.9         |
| 2014  | 242,756 | 2,004     | 1,467     | 543       | 8.2      | 6.0      | 2.2         |
| 2015  | 243,206 | 1,927     | 1,654     | 273       | 7.9      | 6.8      | 1.1         |
| 2016  | 243,564 | 1,768     | 1,465     | 303       | 7.2      | 6.0      | 1.2         |
| 2017  | 243,936 |           |           |           |          |          |             |
| 2018  | 244,832 |           |           |           |          |          |             |
| 2019  | 245,246 |           |           |           |          |          |             |

## 같이 보기
- 조지아의 인구